# Drzetowo (Szczecin, 1955–1976)
Drzetowo – dawne osiedle administracyjne Szczecina, należące do dzielnicy Nad Odrą. Istniało w latach 1955–1976. Według danych z 6 grudnia 1960 r. osiedle zamieszkiwały 2562 osoby.
W 1990 r. przywrócono zlikwidowany w 1976 r. podział miasta na cztery dzielnice. Powołano wówczas nowe osiedle o nazwie Drzetowo-Grabowo, które jednak nie weszło w skład dzielnicy Północ – sukcesora dzielnicy Nad Odrą – lecz zostało przyłączone do Śródmieścia jako jedno z 10 osiedli.